# Хаджі Райт
Хаджі Райт (англ. Haji Wright, нар. 27 березня 1998, Лос-Анджелес) — американський футболіст, нападник турецького клубу «Антальяспор» і національної збірної США.

## Клубна кар'єра
Народився 27 березня 1998 року в місті Лос-Анджелес. Вихованець юнацьких команд футбольних клубів «Лос-Анджелес Гелаксі», «Нью-Йорк Космос» та «Шальке 04».
У дорослому футболі дебютував 2015 року виступами за команду «Нью-Йорк Космос», у якій того року взяв участь у 3 матчах чемпіонату. 
Своєю грою за цю команду привернув увагу представників тренерського штабу клубу «Шальке 04», до складу якого приєднався 2016 року. Відіграв за клуб з Гельзенкірхена наступний сезон своєї ігрової кар'єри.
Протягом 2017—2018 років захищав кольори клубу «Зандгаузен».
У 2018 році повернувся до клубу «Шальке 04». Цього разу провів у складі його команди один сезон. 
Згодом з 2018 по 2021 рік грав у складі команд «Шальке 04 II», «ВВВ-Венло» та «Сеннер'юск».
До складу клубу «Антальяспор» приєднався 2021 року. Станом на 15 вересня 2022 року відіграв за команду з Анталії 38 матчів в національному чемпіонаті.

## Виступи за збірні
У 2013 році дебютував у складі юнацької збірної США (U-15), загалом на юнацькому рівні взяв участь у 51 іграх, відзначившись 31 забитими голами.
У 2019 році залучався до складу молодіжної збірної США. На молодіжному рівні зіграв у 2 офіційних матчах.
У 2022 році дебютував в офіційних матчах у складі національної збірної США.
| Дата      | Місто         | Господарі | Результат | Гості   | Турнір                                   | Голи | Примітки |
| --------- | ------------- | --------- | --------- | ------- | ---------------------------------------- | ---- | -------- |
| 1-6-2022  | Цинциннаті    | США       | 3 – 0     | Марокко | товариський матч                         | 1    | 46'      |
| 5-6-2022  | Канзас-Сіті   | США       | 0 – 0     | Уругвай | товариський матч                         | -    | 61'      |
| 14-6-2022 | Сан-Сальвадор | Сальвадор | 1 – 1     | США     | Ліга націй КОНКАКАФ 2022-2023 - 1-й етап | -    | 46'      |
| Усього    |               | Матчів    | 3         |         | Голів                                    | 0    |          |